# Atsushi Itō
Atsushi Itō (jap. 伊藤敦 Itō Atsushi; ur. 19 maja 1964) – japoński zapaśnik w stylu wolnym. Dwukrotny olimpijczyk. Siódmy w Seulu 1988 i dwunasty w Barcelonie 1992 w kategorii 82 kg.
Jedenasty na mistrzostwach świata w 1994. Srebrny medal na igrzyskach azjatyckich w 1994. Srebro w mistrzostwach Azji w 1987 i brąz 1992 roku.